# Noctilio albiventris
Petit Noctilion
Espèce
Statut de conservation UICN

 LC  : Préoccupation mineure
Noctilio albiventris, le Petit Noctilion, est une espèce américaine de chauves-souris de la famille des Noctilionidae.

## Description
Noctilio albiventris a une longueur de la tête et du corps entre 69 et 75 mm, la longueur de l'avant-bras entre 53 et 65 mm, la longueur de la queue entre 17 et 21 mm, la longueur du pied entre 16 et 20 mm, la longueur des oreilles entre 23 et 26 mm et un poids allant jusqu'à 45 g.
La fourrure est courte. Les parties supérieures varient du brunâtre au rouge orangé. Les parties ventrales sont plus légères. Une ligne fine et plus claire s'étend le long de la colonne vertébrale, depuis la zone située entre les omoplates jusqu'à la base de la queue. Les flancs sont glabres. Le petit noctilion présente un dimorphisme sexuel : les mâles sont généralement rouge vif et les femelles sont généralement brun terne. De plus, la coloration varie entre les individus du même sexe et entre les différentes populations.
Le nez est dépourvu d'excroissances charnues, fortement renflé et avec les lèvres supérieures divisées par un sillon profond, qui met en valeur les grandes canines et les incisives pointues. Le menton est proéminent et présente deux crêtes longitudinales, où se trouvent deux poches sur les joues, en raison de l'expansion du muscle buccinateur, également présent chez Noctilio leporinus. Les oreilles sont brunâtres, couvertes de poils seulement à la base, repliées vers l'avant, longues, étroites, pointues, séparées et dotées d'un tragus lobé. Les membranes des ailes sont longues, étroites, pointues, transparentes et brunâtres. La queue fait plus de la moitié de la longueur du fémur et s'étend au-delà du milieu de la membrane interfémorale. Les pieds sont énormes et robustes. Le calcar est bien développé.
La longévité est environ de 10 à 12 ans.
Le caryotype est 2n=34 FNa=58.

## Répartition
Noctilio albiventris est présente depuis l'État du Chiapas, dans le Sud du Mexique, à travers l'Amérique centrale et l'Amérique du Sud jusqu'au Nord-Est de l'Argentine.
Elle vit dans les forêts tropicales jusqu'à 1 100 mètres d'altitude.

## Comportement

### Habitation
Elle se réfugie dans les cavités des arbres et dans les bâtiments, parfois en compagnie d'autres chauves-souris du genre Molossus.

### Alimentation
Contrairement au Grand Noctilion, qui est piscivore, cette espèce est majoritairement insectivore, parfois aussi piscivore ou fructivore. Le petit noctilion se nourrit d'insectes aquatiques, notamment de coléoptères, d'hémiptères, d'homoptères, de lépidoptères et de diptères, capturés au-dessus des cours d'eau et des marais. Les dytiques peuvent représenter jusqu'à 22% de l'alimentation.
L'activité de chasse se déroule généralement après le coucher du soleil en petits groupes, de 8 à 15 congénères maximum. Ils reconnaissent ceux de leur espèce grâce à leur appel ultrasonique. Si un insecte tombe à l'eau, le petit noctilion peut sortir sa proie de l'eau en plongeant superficiellement ou en l'attrapant avec ses pattes postérieures. Les longues pattes et la membrane interfémorale servent de sorte de filet au petit noctilion, qu'il utilise pour collecter les insectes à la surface de l'eau.

### Écholocation
Noctilio albiventris émet des ultrasons à faible rapport cyclique sous forme d'impulsions de courte durée avec une fréquence modulée initiale de 70 kHz et une modulation finale de 40 kHz. En vol, les animaux émettent jusqu'à 200 appels d'écholocation par seconde. Les appels atteignent un volume de plus de 137 dB.

### Reproduction
Noctilio albiventris se reproduit pendant la saison de reproduction fin novembre ou en décembre. Le seul petit naît fin avril ou début mai. Les jeunes naissent assez chauves et ont les yeux à peine ouverts et les oreilles qui ne sont pas encore complètement développées. L'écholocation manque la première semaine. Après 14 à 23 jours, les premiers poils apparaissent et après 33 à 36 jours la fourrure est pleinement développée. Les jeunes commencent leurs premières tentatives de vol entre 31 et 34 jours et sont capables de voler entre 35 et 44 jours. Les jeunes animaux sont allaités par leur mère pendant 90 jours maximum et atteignent leur taille adulte entre 61 et 91 jours. Au bout d'un an, Noctilio albiventris devient sexuellement mature.
Le petit noctilion peut vivre dans des harems de plusieurs femelles avec un mâle. Le groupe de femelles ne change pas.
Les mâles ont des lambeaux de peau autour du scrotum et dégagent une odeur d'ail pendant la saison des amours, ce qui joue probablement un rôle dans la parade nuptiale.

### Prédation
Noctilio albiventris est au menu des rapaces et des chouettes comme les Momotidae. Un oiseau distinct qui se nourrit du petit petit noctilion est Xiphocolaptes major. Le Grand Grimpar envahira le dortoir des chauves-souris et emmènera la chauve-souris hors de son habitat. Lors de sa capture, le furnariidé picore la chauve-souris avec son bec pointu jusqu'à ce qu'elle meure.
Les jeunes sont parfois capturés dans le nid par des serpents, des ratons laveurs, des Bassariscus ou des chats.

## Taxonomie
Les analyses moléculaires montrent que Noctilio leporinus a évolué il y a environ 0,28 à 0,7 million d'années à partir d'une espèce qui ressemblait au petit noctilion.

### Sous-espèces
L'espèce comprend trois sous-espèces :
- N.a.albiventris : centre et Sud de la Colombie, Venezuela, Guyana, Suriname, Guyane, Brésil, Équateur, Pérou, Nord et centre de la Bolivie ;
- N.a.cabrerai (Davis, 1976) : Est de la Bolivie, Paraguay, Nord-Est de l'Argentine ;
- N.a.minor (Osgood, 1910) : État du Sud du Mexique du Chiapas, Guatemala, El Salvador, Honduras, Nicaragua, Costa Rica, Panama, Nord de la Colombie, Nord-Ouest du Venezuela.